# Archipel de Los Roques

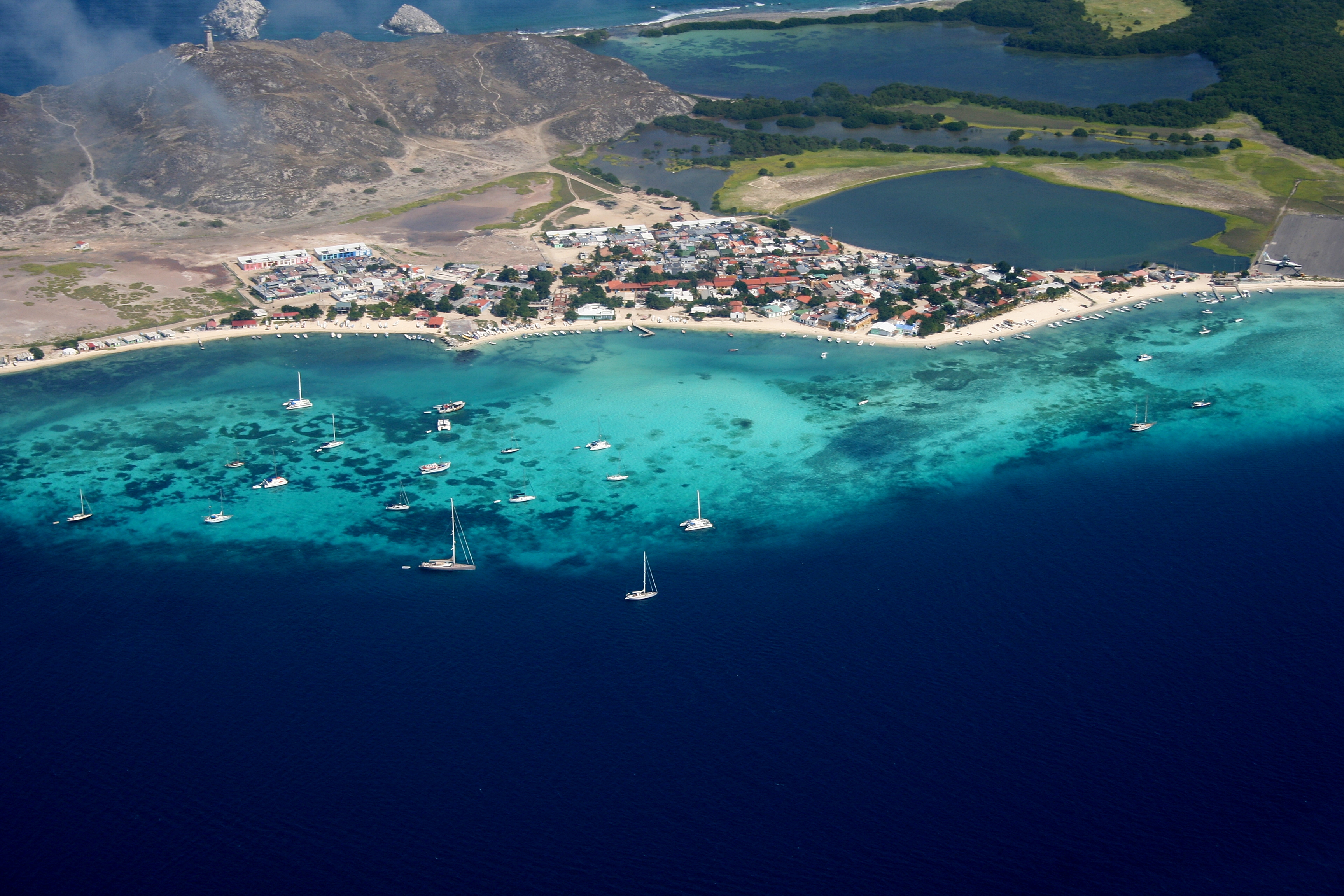
Image de Los Roques

L'archipel de Los Roques est une dépendance fédérale du Venezuela composé d'environ 350 îles, cayes ou îlots situés à environ 130 km au large des côtes vénezuéliennes. Gran Roque, l'île principale, se trouve au nord de l'archipel à 146 km de la petite ville de Naiguatá, sur la côte vénézuélienne. Cet ensemble insulaire compte une population de 1 500 habitants.

## Description
En raison de la présence d'une grande variété d'oiseaux marins et d'une faune aquatique très riche, le gouvernement a transformé l'archipel en parc national en 1972. C'est le Parc national Archipel de Los Roques. L'île principale est Gran Roque (le grand Roc), seule île habitée et où se situe l'aéroport. Les autres îles importantes sont Francisqui, Nordisqui et Madrisqui y Crasqui. L'archipel a été reconnu site Ramsar le 4 septembre 1996.
Ces îles reçoivent environ 58 000 visiteurs par an, principalement pour la journée en provenance de Caracas.

## Galerie d'images

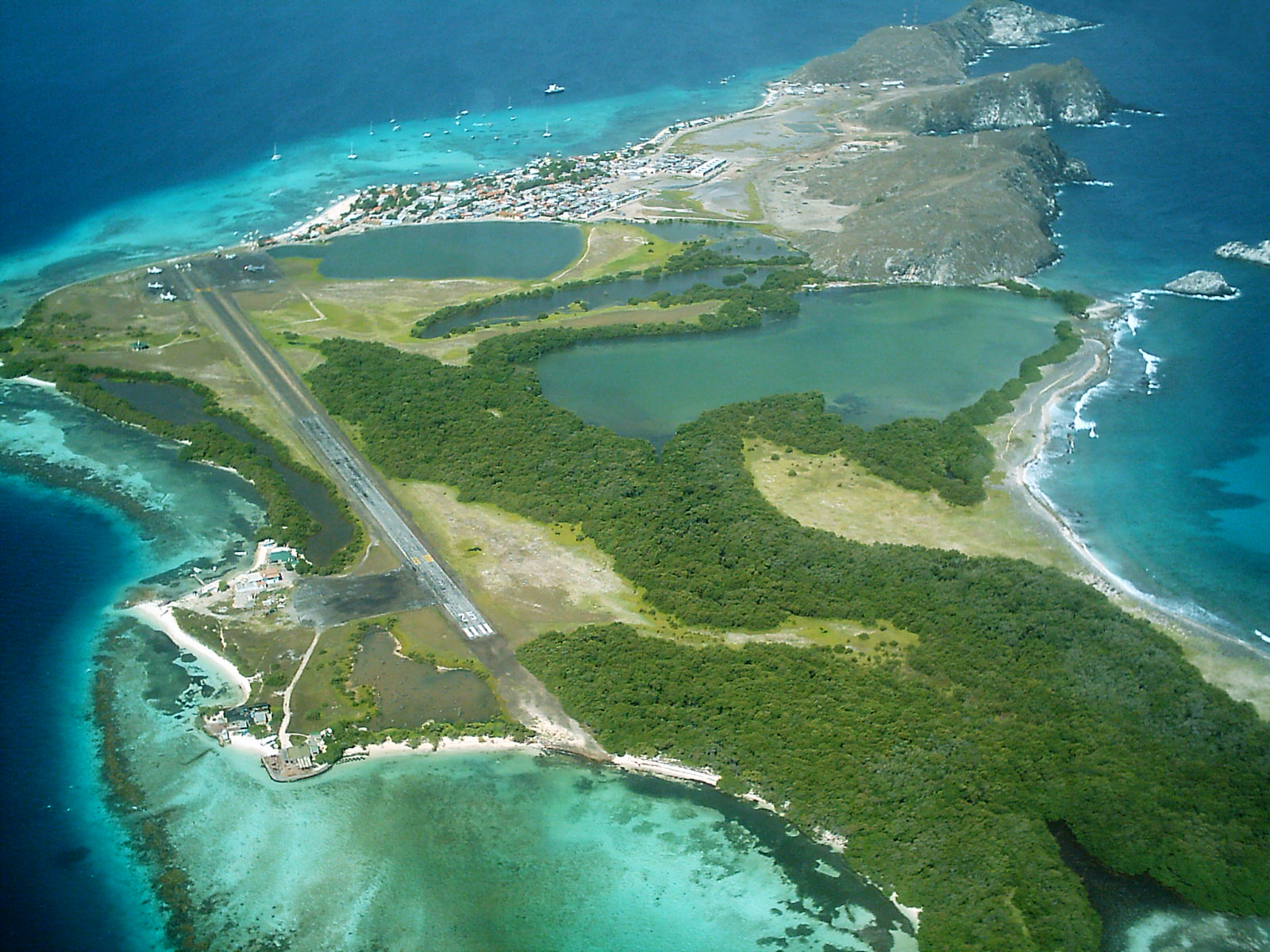
Gran Roque
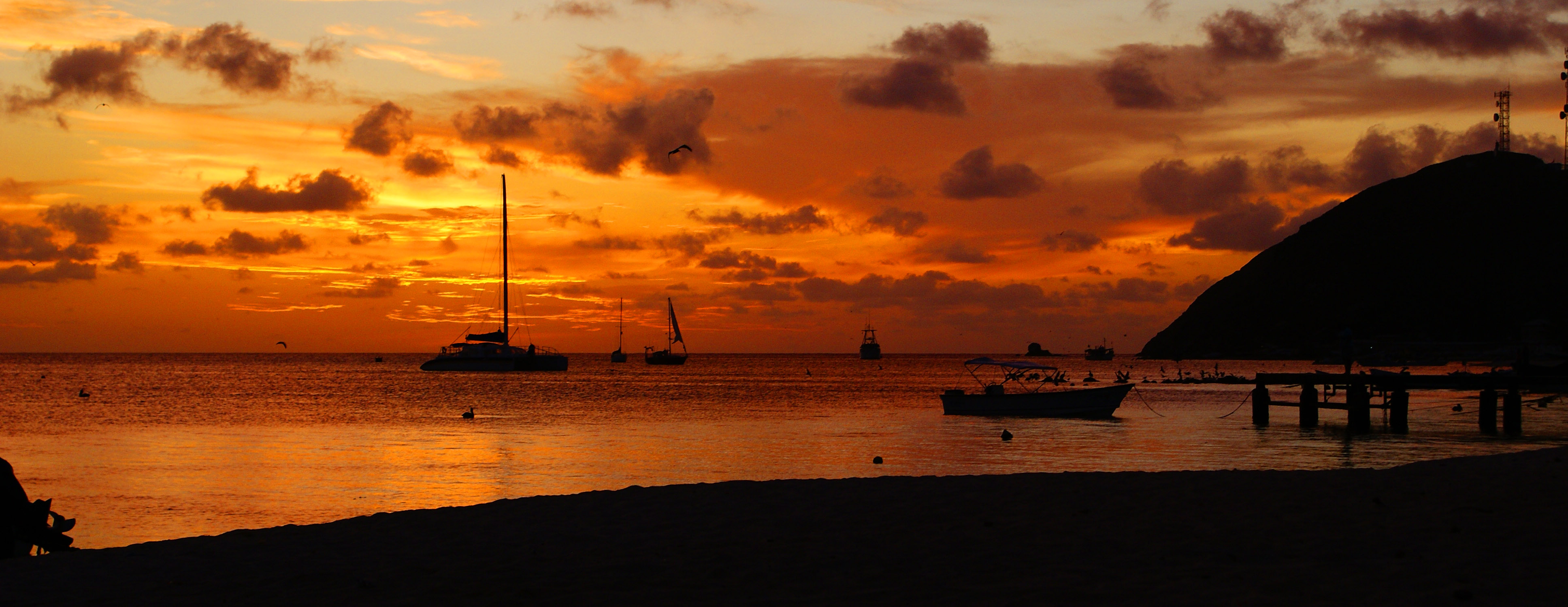
Coucher de soleil sur l'île principale